# Kerék Bár
A Kerék Bár egy 1989 és 1993 között futó televíziós vetélkedő volt, amelyet az MTV sugárzott. Műsorvezetője Vágó István volt. A rendszerváltás utáni években azonban már annyira nyilvánvalóvá vált a műsor Wheel of Fortune-re való hajazása, hogy a Kerék Bár végül 1993-ban megszűnt, és még ugyanebben az évben elindult a Szerencsekerék (amit viszont már nem Vágó, hanem Gajdos Tamás és Klausmann Viktor vezetett).

## A játék menete
A játék menete nagyon hasonló az amerikai Wheel of Fortune vetélkedőhöz és a Kerék Bárt leváltó Szerencsekerékhez három fő különbséggel: 
1. Itt nem sorban pörgették meg a „szerencsekereket” a játékosok, hanem az mondhatott betűt és guríthatta a golyót a kerékbe, aki a leggyorsabban adott jó választ Vágó István kvízkérdéseire.[2]
2. A játékosok pontszámai nem a tárgynyereményekre elkölthető forintokat jelképezték, hanem megszerzett kilométereket, amelyekkel be lehetett húzni egy-egy utazást Sopronba (190 km), Ciprusra (1800 km) vagy akár Dubajba (4280 km), az IBUSZ, a Malév Air Tours és a Chemol-Travel szponzorációjának köszönhetően.[2]
3. Itt nem fizikai a feladványtábla, hanem digitális.